# Soyhières
Soyhières é uma comuna da Suíça, situada no distrito de Delémont, no cantão de Jura. Tem 7,55 km² de área e sua população em 2018 foi estimada em 433 habitantes.